# Babarinseln
Die indonesischen Babarinseln (indonesisch Kepulauan Babar) gehören zu den Südlichen Molukken.

## Geographie

### Überblick

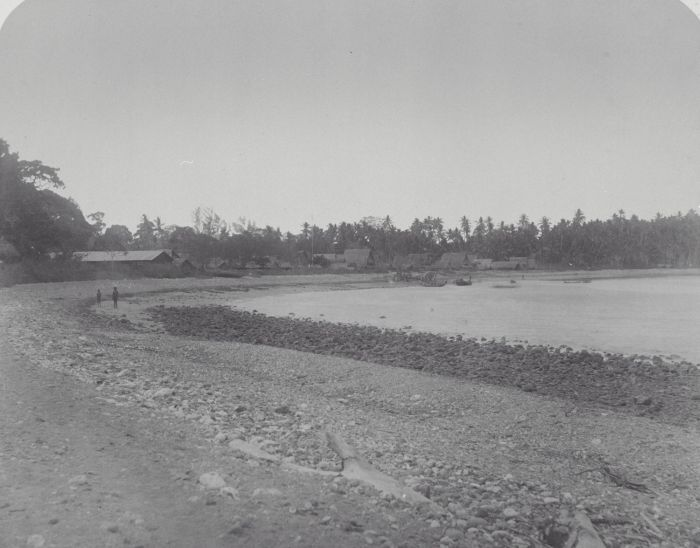
Küste der Insel Babar (1870–1915)

Größte Insel der Gruppe ist Babar. Westlich von ihr liegt die zweitgrößte Insel Wetan, südlich die Nummer drei Masela und nördlich die drei kleinen Inseln Dai, Dawera und Daweloor. Westlich der Babarinseln liegen die Sermata-Inseln, östlich die Tanimbarinseln. Zusammen sind sie Teil des äußeren Bandabogens, zu dem auch Timor weiter im Westen gehört. Südlich befinden sich die Timorsee und die Arafurasee, nördlich die Bandasee.
Während Babar eine Höhe von 833 m erreicht, dünn bewaldet mit Bergwäldern ist und über ganzjährige Süßwasserquellen verfügt, sind die anderen Inseln der Gruppe meist nur flache Eilande aus Kalkstein. Allein Dai besteht aus Granit. Die kleinen Inseln sind unfruchtbar, so dass sich die Bevölkerung dort im Gegensatz zu jener auf Babar nicht von Ackerbau, sondern von Fischfang und Handwerk ernähren muss. Regenwasser muss hier in Zisternen für die Trockenzeit (September bis Dezember) gesammelt werden.

### Verwaltungsgliederung
Mitten durch die Hauptinsel Babar geht in einer geraden Linie die Grenze zwischen dem Subdistrikt (Kecamatan) Pulau-Pulau Babar im Westen und Babar Timur (Ost-Babar) im Osten. Zu Pulau-Pulau Babar gehören die Inseln Wetan und Dai, zu Babar Timur die Inseln Masela, Dawera und Daweloor. Beide Subdistrikte gehören zum Regierungsbezirk (Kabupaten) der Südwestmolukken (Provinz Maluku). Hauptort von Pulau-Pulau Babar ist Tepa an der Westküste Babars und von Babar Timur Letwurung an der Ostküste.

## Einwohner

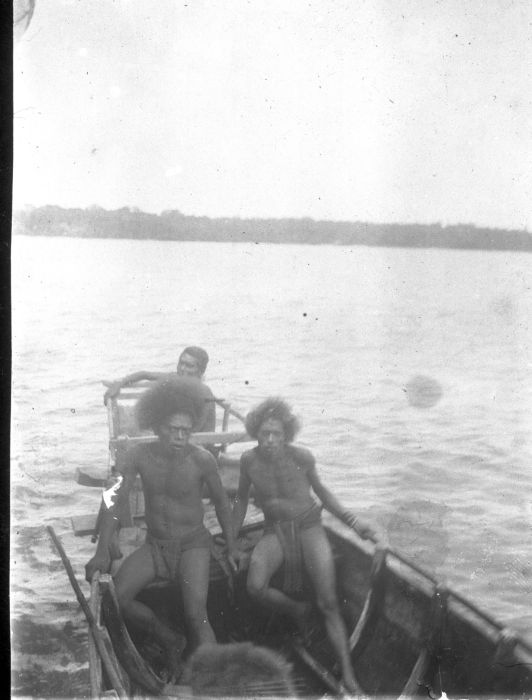
Männer von den Babarinseln um 1915

Die ursprüngliche Bevölkerung ist im Gegensatz zu den Malaien im Westen Indonesiens melanesischen Ursprungs. Die meisten sind Protestanten und gehören der Gereja Protestan Maluku (GPM) an, die ihren Ursprung in der Niederländisch-reformierten Kirche hat. Die GPM verfügt über 56 Gotteshäuser auf den Babarinseln. Daneben gibt es eine katholische Kirche, eine Kirche der Siebenten-Tags-Adventisten und eine Kirche der Pfingstbewegung. In Tepa befindet sich zudem eine Moschee.

## Transport
Die Babarinseln sind nur mit dem Schiff erreichbar.